# أكتافيو باث
أُكتافيو باث (بالإسبانية: Octavio Paz) شاعر وأديب وسياسي مكسيكي، ولد في مدينة المكسيك في 31 مارس 1914. حصل على جائزة نوبل في الأدب لسنة 1990 ليكون بذلك أول شاعر وأديب مكسيكي يفوز بهذه الجائزة. عرف بمعارضته الشديدة للفاشية، وعمل دبلوماسيًا لبلاده في عدة دول. تشعب نشاطه في عدة مجالات، فإلى جانب كونه شاعراً، فقد كتب أيضاً العديد من الدراسات النقدية والتاريخية والمقالات السياسية.

## مولده ونشأته
ولد أكتافيو باث عام 1914 في إحدى ضواحي مدينة مكسيكو العاصمة لأب مكسيكي وأم من جنوب إسبانيا. كان والده محامياً وسياسياً مؤيداً لثورة زاباتا التي اندلعت سنة 1910، ولكنه كان مدمناً للخمر ولقي حتفه في حادث قطار. أما أمه فكانت منذ طفولته تحثه على الدراسة، وفيما بعد على كتابة الشعر وتشجعه على تحقيق طموحاته الأدبية رغم أنها كانت أمية.

## بدايته مع الشعر
نشر باث أول أشعاره وهو في السابعة عشرة من عمره، ثم التقى بالشاعر التشيلي بثبلو نيرودا وتأثر بشعره. وفي عام 1936 شجعه نيرودا على زيارة إسبانيا لحضور مؤتمر الأدباء بمدينة فالنسيا، وكانت الحرب الأهلية الإسبانية على أشدها في ذلك الوقت.

## عمله بالسلك الدبلوماسي
التحق باث بالسلك الدبلوماسي عام 1945 وعمل به لمدة 23 عاماً، وعُيِّن سفيراً لبلاده في كل من فرنسا وسويسرا والهند واليابان، وكانت له صلات وثيقة بأقطاب الحياة الثقافية في كل البلدان التي عمل بها.
إلا أن باث استقال من السلك الدبلوماسي سنة 1968 احتجاجاً على سياسة حكومته تجاه الطلبة عندما قامت السلطات في المكسيك باستخدام العنف في قمع مظاهرات الطلبة مما أدى إلى مصرع حوالي ثلاثمائة طالب. ومنذ ذلك الوقت تفرغ باث للعمل في الصحافة.

## موقفه من الصهيونية
في 1977 خلال حوار صحفي للقدس المحتلة  قال باث: "لو كنت يهودياً، لصرت صهيونياً.. الصهيونية ليست عنصرية، ويجب وقف تلك الدعاية الخاصة المعادية للسامية والتي تُساوي ما بين المُصطلحيْن..." في نفس المرحلة صدر  قرار الجمعية العامة للأمم المتحدة 3379، الذي اعتمد في 10 نوفمبر 1975 بتصويت 72 دولة بنعم مقابل 35 بلا (وامتناع 32 عضوًا عن التصويت)، يحدد القرار «أن الصهيونية هي شكل من أشكال العنصرية والتمييز العنصري». 

## مؤلفاته
شملت كتابات أكتافيو باث الشعر والفن والدين والتاريخ والسياسة والنقد الأدبي، ونشرت له خمسة دواوين شعرية صدر أولها سنة 1949 وآخرها سنة 1987.

### المترجمة للعربية
- متاهة الوحدة El laberinto de la soledad الذي صدر سنة 1961 وحاول فيه باث أن يتحرى عن شخصية الإنسان المكسيكي ويسبر أغوارها[13]،
- أطفال الطين، 2001، دار الينابيع السلسلة: جائزة نوبل للآداب
- اللهب المزدوج، 1998، المركز القومي للترجمة - القاهرة
- مثل من ينصت للمطر، شعر، 2015  دار أزمنة للنشر والتوزيع
- كنت شجرة وتكلمت بستان حروف، شعر 2008
- الشعر ونهايات القرن، نقد 2015 عن دار المدى للطباعة والنشر والتوزيع السلسلة: مكتبة نوبل
- قصائد مختارة (أكتافيو باث)، شعر 2002، دار الأنوار للطباعة والنشر والتوزيع

### كتب أخرى
- حرية تحت كلمة وفيه برزت القضايا التي سيطرت على فكره فيما بعد وهي الحب والزمن والوحدة

- فصل من العنف
- فلامنورا

## الجوائز التي حصل عليها
منح أكتافيو باث عدة جوائز أدبية رفيعة من أهمها:
- جائزة ثيربانتس - وهي أكبر جائزة أدبية تمنح لكتاب اللغة الإسبانية - عام 1981.
- جائزة ت. س. إليوت من الولايات المتحدة الأمريكية عام 1987.
- كما رشح باث لجائزة نوبل عدة مرات خلال الثمانينيات ولكنه لم يفز بها إلا عام 1990.

## حيثيات حصوله على جائزة نوبل
ذكرت الأكاديمية السويدية أن أكتافيو باث فاز بجائزة نوبل لا لعمل معين من أعماله الأدبية، ولكن تكريماً لمجمل كتاباته الشعرية والنثرية المتقدة بالعاطفة، والتي تتسم بآفاق ثقافية واسعة وتتميز بذكاء وطاقة إنسانية وقّادة.

## روابط خارجية
- أكتافيو باث على موقع IMDb (الإنجليزية)
- أكتافيو باث على موقع الموسوعة البريطانية (الإنجليزية)
- أكتافيو باث على موقع مونزينجر (الألمانية)
- أكتافيو باث على موقع ميوزك برينز (الإنجليزية)
- أكتافيو باث على موقع إن إن دي بي (الإنجليزية)
- أكتافيو باث على موقع ديسكوغز (الإنجليزية)
- أكتافيو باث على موقع قاعدة بيانات الفيلم (الإنجليزية)